# Народно читалище „Яне Сандански – 1952“
Народно читалище „Яне Сандански – 1952“ е читалище в село Коларово, община Петрич, България. Читалището е разположено на улица „Беласица“ № 26 и е регистрирано под № 1960 в Министерство на културата на България.
Основано е през 1939 година в селската училищнасграда по инициатива на Кирил Гоцков, като пръв председател му е Стоян Гогев, а в първия съвет влизат Петър Кахърков, Стоян Витанов, Борис Бишев и Георги Занков. Библиотеката е от дарения от членовете. За събиране на пари за сграда се изнасят пиеси и се изпълняват традиционни обичаи. В 1968 година по инициатива на Никола Златинов и Георги Щутналов е създаден танцов състав, начело с Тома Караиванов. Театрална трупа, начело с Любен Илиев и женска певческа група, начело с Славчо Яков се формират в 1977 година. В 1979 година се създава имъжка певческа група „Комитска песен“, ръководена от Ангел Захов. В 1952 година местното население построява нова читалищна сграда, която има киносалон библиотека с 16000 тома и читалня.